# Plaza Mayor (Plasencia)

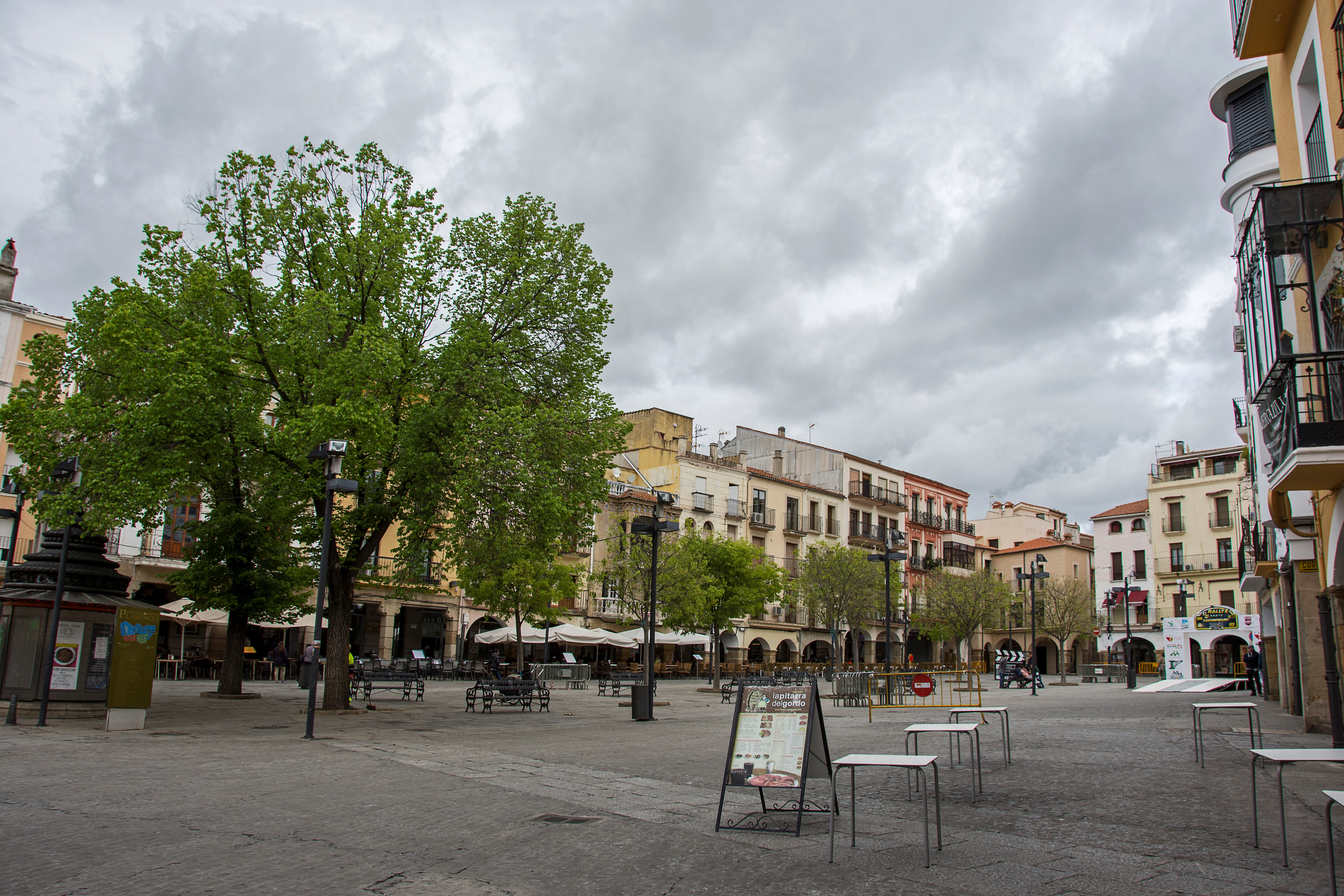
Panorámica de la Plaza Mayor.

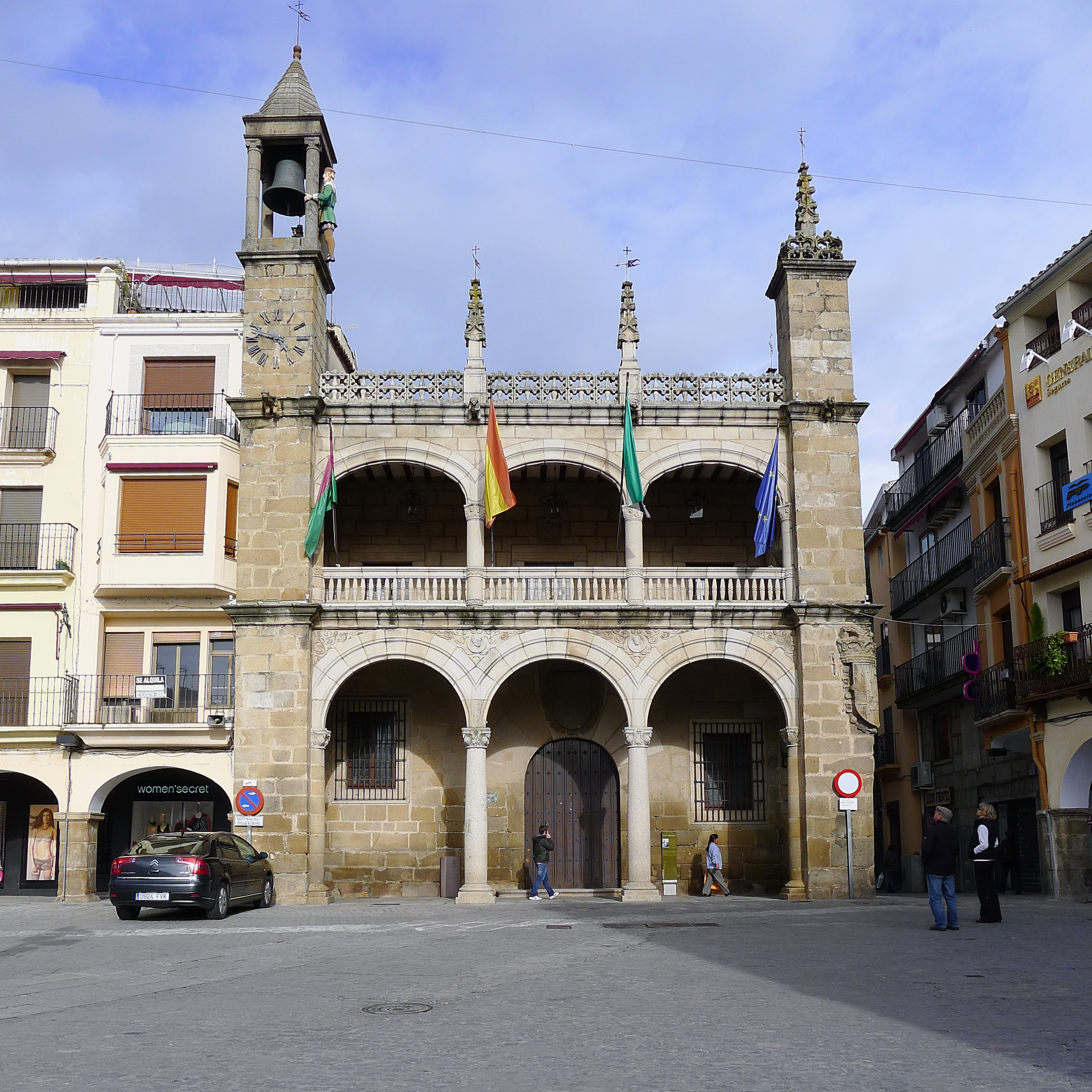
Edificio del Ayuntamiento.

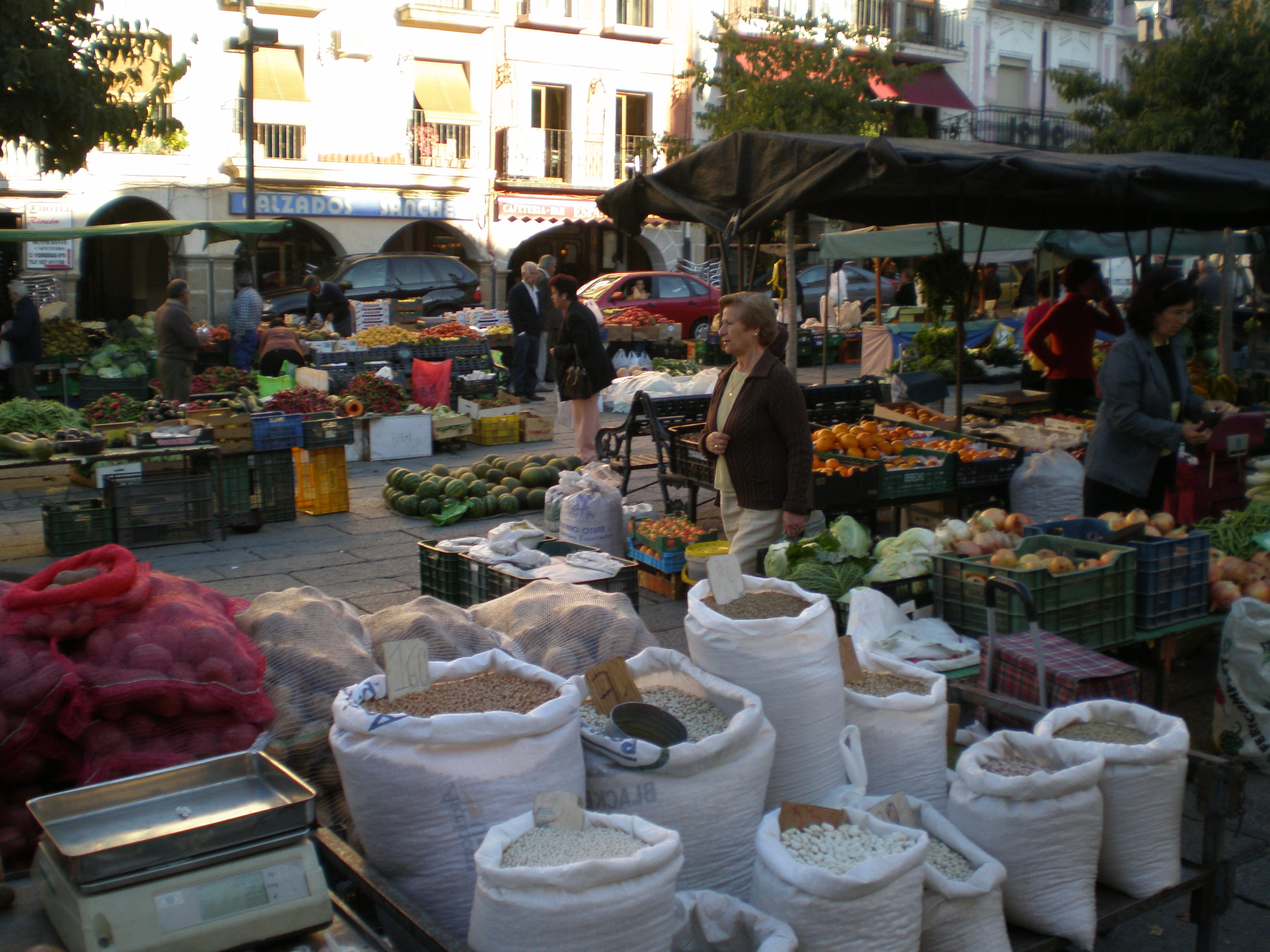
Tradicional mercado del martes en la Plaza Mayor de Plasencia.

La Plaza Mayor de Plasencia (Cáceres) España, es una plaza porticada en todo su contorno, que está ubicada en el centro de la zona antigua e histórica de la ciudad.

## Descripción
El edificio más destacado de la plaza es el Ayuntamiento. En la torre mayor del edificio está colocado un autómata, conocido por todos los placentinos como El abuelo Mayorga, que actúa cuando el reloj de la torre toca la campana cada media hora. Este edificio data del siglo XVI y ha sido restaurado varias veces a lo largo del tiempo. Tiene un estilo de transición del gótico al renacimiento. En uno de los laterales del Ayuntamiento se sitúa el edificio de la cárcel antigua, construida en el siglo XVII con una fachada de sillería y un escudo del rey Felipe IV.
De la plaza parten todas las vías principales del casco histórico, que conectan con las diferentes puertas exteriores de las murallas, que daban acceso al recinto de la ciudad. Alrededor de la plaza se extiende el Casco Histórico de la Ciudad, donde se ubican palacios, casas señoriales y varios edificios históricos civiles y religiosos. 
La plaza constituye el centro neurálgico de la ciudad y en este lugar se celebra desde el Medioevo el tradicional mercado del martes, donde se venden los mejores productos agrícolas de las comarcas cercanas.